# 4642 Murchie
4642 Murchie (1990 QG4) là một tiểu hành tinh vành đai chính được phát hiện ngày 23 tháng 8 năm 1990 bởi H. E. Holt ở Palomar.